# Eduardo Colón
Pour les articles homonymes, voir Colón.
Colón  Ortiz est un nom espagnol. Le premier nom de famille, en général paternel, est Colón ; le second, en général maternel, souvent omis, est Ortiz.
Eduardo Colón Ortiz, né le 25 mai 1988,, est un coureur cycliste portoricain. Il participe à des compétitions sur route et sur piste.

## Palmarès sur route

### Par année
- 2014
  - 2e du championnat de Porto Rico du contre-la-montre
- 2015
  - 1re étape de la Vuelta a la Independencia Nacional

### Classements mondiaux
| Année            | 2013 | 2014 | 2015 |
| ---------------- | ---- | ---- | ---- |
| UCI America Tour | 340e |      | 234e |

## Palmarès sur piste

### Championnats nationaux
- 2015
  -  Champion de Porto Rico du kilomètre
  -  Champion de Porto Rico de poursuite
  -  Champion de Porto Rico du scratch
  -  Champion de Porto Rico du scratch
- 2023
  - Champion des États-Unis du scratch masters (35-39 ans)[5]